# كارل بيرغ (لاعب كرة قدم)
كارل بيرغ (بالألمانية: Karl Berg)‏ (12 يناير 1921 - 25 سبتمبر 2007) هو لاعب كرة قدم ألماني في مركز الوسط. شارك مع منتخب سارلاند لكرة القدم. أما مع النوادي، فقد لعب مع نادي ساربروكن.

## وصلات خارجية
- كارل بيرغ على موقع قاعدة بيانات كرة القدم.إي يو (الإنجليزية)
- كارل بيرغ على موقع ناشيونال فوتبول تيمز (الإنجليزية)
- كارل بيرغ على موقع عالم كرة القدم.نت (الإنجليزية)